# Panegirik
Panegirik (starogrčki πανηγυρικός) "govor primjeren javnom skupu") je naziv za javni govor u nečiju pohvalu koji se tradicionalno održavao na skupovima u antičkoj Grčkoj. 
Tada se u pravilu bavio mrtvim osobama, a svrha mu je bila potaknuti sugrađane slijediti moralni i drugi primjer svojih predaka. 
Od vremena Rimskog Carstva se počinje sve više koristiti i za žive osobe, a poseban je primjer Panegyricus Traiano dictus, koji je senator Plinije Mlađi održao godine 100. za cara Trajana, i koji je stoljećima kasnije služio kao uzor za sve buduće panegirike. S vremenom je panegirik postao pejorativni izraz kojim se opisuje neumjereno laskanje i/li neobjektivna pohvala nekoj osobi.